# 마그니프테리기우스
마그니프테르기우스(학명:Magnipterygius huenei)는 어룡목 스테노프테리기우스과에 속하는 어룡이다.

## 특징
마그니프테르기우스는 독일 도터하우젠의 포시도니아 셰일에서 발견된 원시 어룡의 멸종된 속이다. 완모식표본은 SMNS96922로 거의 완전한 관절 골격이다. 이 속은 길이가 약 120cm인 작은 크기의 어룡으로 잘 알려져 있어 트라이아스기에 이어 두 번째 속이다. 스테노프테르기우스속과의 유사성 때문에 스테노프테르기우스과로 분류되고 있다. 완모식표본은 2011년에 도터하우젠의 홀심 채석장에서 슈투트가르트 국립자연사박물관의 동의를 얻어 발견됐다. 뒷부분만 빼고 전부 회수했고 블록 안에 남겨져 있다. 준비는 저압에서 화학적으로 깨끗한 철을 사용하여 공기 연마제로 수행되었다. 조사 중에 그 표본은 완전히 새로운 속인 이크티오사우루스를 나타내는 것으로 발견되었고, 마그니프테르기우스 푸에니로 명명되었으며 속명은 워크래프트 비디오 게임 프랜차이즈 특히 난쟁이 왕 마그니 브론즈비어드에 대한 언급과 함께 그 종은 프리드리히 폰 휴네를 포함한 고생물학자들과 그의 연구에 대한 그의 헌신을 기렸다. 포시도니아 셰일 동물군이다. 마그니프테리기우스는 이외에도 크게 솟은 등지느러미와 배지느러미를 가지고 있으며 눈이 매우 큰 어룡에 속한다. 양턱에는 총 20~25개의 날카로운 이빨을 가지고 있다. 먹이로는 당대에 서식했던 물고기, 두족류. 갑각류를 주로 잡아먹고 살았을 육식성의 어룡으로 추정되는 종이다.

## 생존시기와 서식지와 화석의 발견
마그니프테르기우스가 생존했었던 시기는 중생대의 트라이아스기 후기로서 지금으로부터 2억년전~1억 8000만년전에 생존했었던 종이다. 생존했었던 시기에는 유럽을 중심으로 하는 북극해, 대서양, 지중해에서 주로 서식했었던 어룡이다. 화석의 발견은 2022년에 유럽의 트라이아스기에 형성된 지층에서 유럽의 고생물학자들에 의하여 처음으로 화석이 발견되어 새롭게 명명된 종이다.

## 같이 보기
- 파충류
- 중생대
- 트라이아스기
- 어룡
- 화석